# Grand Prix des Hauts-de-France
Le Grand Prix des Hauts-de-France est une course cycliste française disputée le jeudi de l'Ascension entre Prouvy et Douchy-les-Mines, dans le département du Nord. Elle est créée en 2003. 
Ancienne course du calendrier national, elle figure au calendrier de la Coupe de France DN2 jusqu'en 2012. En 2013, elle se tient sur deux étapes, avec une épreuve en ligne et un contre-la-montre individuel. Elle reprend ensuite son format habituel de course d'un jour en 2014,. 
En 2018, la compétition est endeuillée par la mort de son directeur Michel Thellier, à la suite d'une opération au cœur. L'année suivante, elle redescend d'un cran et intègre le calendrier régional.

## Palmarès
| Année | Vainqueur          | Deuxième             | Troisième         |
| ----- | ------------------ | -------------------- | ----------------- |
| 2003  | Gaylord Bouchart   | Fabien Merciris      | Romain Fondard    |
| 2004  | Denis Flahaut      | Fabrice Debrabant    | Cyril Bos         |
| 2005  | Marc Streel        | Steven De Champs     | François Norce    |
| 2006  | Fabrice Debrabant  | Adam Gawlik          | Matthew Rex       |
| 2007  | Nicolas Gabet      | Adam Gawlik          | Romain Fondard    |
| 2008  | Mathieu Simon      | Kévin Denis          | Gaylord Cumont    |
| 2009  | Zbigniew Gucwa     | Anthony Colin        | Alexandre Gratiot |
| 2010  | Anthony Colin      | Benoît Sinner        | Geoffrey Deresmes |
| 2011  | Pierre Drancourt   | Yannick Martinez     | Kévin Pigaglio    |
| 2012  | Frédéric Brun      | Erwann Corbel        | Steven Garcin     |
| 2013  | Matthias Legley    | Paul Moerland        | Benoît Daeninck   |
| 2014  | Jef Van Meirhaeghe | Alessandro Soenens   | Pierre Tielemans  |
| 2015  | Pierre Drancourt   | Benoît Daeninck      | Boris Zimine      |
| 2016  | Risto Raid         | Adrien Carpentier    | Victor Gousset    |
| 2017  | Pascal Le Roux     | Maxime Blampain      | Quentin Bernard   |
| 2018  | Trystan Fivé       | Alfdan De Decker     | Thimo Willems     |
| 2019  | Valentin Ortillon  | Julien Van Haverbeke | Rémi Huens        |